# Lophorrhina pseudincoides
Lophorrhina pseudincoides är en skalbaggsart som beskrevs av Hermann Julius Kolbe 1892. Lophorrhina pseudincoides ingår i släktet Lophorrhina och familjen Cetoniidae. Inga underarter finns listade i Catalogue of Life.